# 恋人传说：同性恋希腊神话
《恋人传说：同性恋希腊神话》（英語：Lovers' Legends: The Gay Greek Myths，ISBN 0-9714686-0-5）是罗马尼亚裔美国籍安德鲁·克里马赫于 2002 年出版的关于希腊神话中的同性恋和恋童癖的书。该作品是现代第一部收集古希腊罗马所有男性爱情神话并严格根据古代材料进行巨细无遗的还原的作品。该书在 2003 年获得多项朗姆达文学奖的提名，荣膺诸多重要奖项。书中描绘了古希腊赫拉克勒斯、俄耳甫斯、纳西索斯等神话人物的丰富故事，在历史和文化双重背景下呈现希腊男性爱情的积极和消极方面。适合性别研究、古典研究、历史、宗教等领域，书中包含注释、参考书目、词汇表和地图等。

## 剧场版：《无边界的恋人传说》
《无边界的恋人传说》((Lovers' Legends Unbound) 是安德鲁·克里马赫和以色列导演 Agnes Lev 其他艺术家合作出品了神话剧场版本，由 Timothy Carter 表演，伴奏音乐由 Steve Gorn 作曲和演奏。该作品于 2004 年由 Haiduk Press 以音频 CD 和插图歌词的形式发行。
根据Keith Matthews 对此作品的评论，“古希腊男性同性恋的研究始于 1970 年代，尤其是在 1978 年 Kenneth Dover 的《希腊同性恋》出版之后。这本书帮助消除了许多对古代社会同性爱情的误解；此类误解在 19 世纪发展起来，并且随着 1960 年代后期同性恋解放运动发展而变得司空见惯。Dover 要证明的是，在古典雅典，存在一种制度化的同性行为形式：一个年长的男新（εραστης，欲望者）爱上了一个青年人（ερομενος，被欲者) ，并为对方的成年生活铺平了道路。他认为，这种对青年的几乎仪式化的'教育'可能更深地植根于原始印欧人的启蒙仪式，该仪式在其他文化中留下了痕迹。”

## 《恋人传说：同性恋希腊神话》目录
- 坦塔罗斯和奥林匹斯众神
- 比萨的佩洛普斯
- 莱乌斯和克里西普斯
- 宙斯和伽倪墨得斯
- 大力神和海拉斯
- 俄耳甫斯
- 阿波罗和风信子
- 纳西索斯
- 阿喀琉斯和帕特洛克罗斯